# 濠阳小筑
濠阳小筑位于江苏省南通市崇川区环城南路21号，是张謇晚年在南通縣县城的居所之一。
在今南通市有四处建筑被称为张謇故居，分别是海门区常乐镇故里、通州区西亭祖宅、崇川区濠南别业（现存西楼）、濠阳小筑。
1917年建成的濠阳小筑，占地面积约1860平方米，建筑面积1200平方米。2006年6月5日，授予江苏省文物保护单位，归类为近现代重要史迹及代表性建筑。张謇150周年诞辰前夕，南通市人民政府修缮濠阳小筑，成立张謇纪念馆。张謇纪念馆为南通博物苑挂靠单位。在海门区常乐镇建有同名的张謇纪念馆。